# Lúčka (Levoča)
Lúčka (em húngaro: Szepesrét; alemão: Wieschen) é um município da Eslováquia, situado no distrito de Levoča, na região de Prešov. Tem 3,93 km² de área e sua população em 2018 foi estimada em 127 habitantes.

## Demografia
| Ano:        | 1994 | 2004    | 2014   | 2024 |
| ----------- | ---- | ------- | ------ | ---- |
| Broj ljudi: | 118  | 136     | 125    | 115  |
| Razlika:    |      | +15,25% | -8,08% | -8%  |

| Ano:               | 2023 | 2024   |
| ------------------ | ---- | ------ |
| Número de pessoas: | 115  | 115    |
| Diferença:         |      | +1,42% |